# تعب سمعي
يُعرَّف التعب السمعي بأنه فقدان مؤقت للسمع بعد التعرض لصوت قوي جدًا. ينتج عن هذا تحول مؤقت في العتبة السمعية المعروفة باسم تغيير العتبة المؤقت TTS. يمكن أن يصبح الضرر دائمًا، تغيير العتبة الدائم، PTS إذا لم يُسمح بوقت استرداد كافٍ قبل التعرض المستمر للصوت. عندما ينشأ ضعف السمع عن حدث صادم، يمكن تصنيفه على أنه فقدان سمع ناتج عن الضوضاء، أو NIHL.
هناك نوعان رئيسيان من التعب السمعي، قصير الأمد وطويل الأمد. يتميز النوعان عن بعضهما البعض من خلال العديد من الخصائص المذكورة بشكل فردي أدناه.
التعب قصير الأمد
- يمكن تحقيق الشفاء الكامل من التعب قصير الأمد في نحو دقيقتين
- لا علاقة للتعب قصير الأمد بشكل نسبي بمدة التعرض[3]
- التعب قصير الأمد هو الحد الأقصى عند تردد التعرض للصوت

التعب طويل الأمد
- يتطلب التعافي عدة دقائق على الأقل ولكن يمكن أن يستغرق عدة أيام
- يختلف حسب مدة التعرض ومستوى الضوضاء

## علم وظائف الأعضاء (الفزيولوجيا)

### التشريح المتأثر
ملحوظة: التشريح الكامل للأذن البشرية واسع، ويمكن تقسيمه إلى الأذن الداخلية والأذن الخارجية. يشير الجزء المتبقي من هذه المقالة بشكل أساسي إلى قوقعة الأذن وخلايا الشعر الخارجية وعضو كورتي.
بشكل عام، يمكن أن تسبب الأضرار الهيكلية لأي جزء تشريحي من الأذن البشرية مشاكل متعلقة بالسمع. عادةً ما يرتبط الانحناء الطفيف لشكل الأذن الداخلية بفقدان السمع المؤقت ويشارك في التعب السمعي. يتسبب الفقد الكامل للستريوسيليا (الأهداب الساكنة) في تلف دائم للسمع وهو أكثر ارتباطًا بفقدان السمع الناجم عن الضوضاء وأمراض السمع الأخرى.
يمكن اعتبار خلايا الشعر الخارجية أو OHCs بمثابة مكبرات صوت دقيقة توفر التحفيز لخلايا الشعر الداخلية. إن خلايا الشعر الخارجية هي الأكثر هشاشة من خلايا الشعر، وتشارك في التعب السمعي والضعف السمعي الأخرى.
يُطلق على العضو السمعي في الأسماك اسم غبار الأذن، وهو حساس لحركة الجسيمات وليس ضغط الصوت. تحتوي بعض الأسماك أيضًا على خط جانبي.

### الآليات المتضررة

#### نظرية الموجة المتنقلة
التحولات المؤقتة في العتبة المتعلقة بالإرهاق السمعي مرتبطة بسعة الموجة المتنقلة التي يحركها التحفيز. يُعتقد أن هذا صحيح لأن الاهتزاز الذي تنشره العملية النشطة لا يكون عادةً في مركز السعة القصوى لهذه الموجة. بدلًا من ذلك، يقع في مكان أبعد كثيرًا وتفسر الاختلافات المرتبطة بينهما التحول في العتبة. إن تغيير العتبة المؤقت الذي يختبر هو استنفاد النظام النشط الموجود في موضع الموجة المتنقلة مدفوعًا بمضخم القوقعة الموصوف أدناه. يمكن تفسير التعب السمعي من خلال النشاط النسبي للعملية النشطة عند التحفيز منخفض المستوى (<30 ديسيبل).

#### النظام السلبي الكلاسيكي
يوجد نظامان مختلفان مرتبطان بآليات القوقعة: النظام السلبي الكلاسيكي والعملية النشطة. يعمل النظام السلبي على تحفيز خلايا الشعر الداخلية مباشرة ويعمل بمستويات أعلى من 40 ديسيبل. في مستويات التنبيه التي تمنع إثارة النظام السلبي، ينتج عن التعرض الطويل للضوضاء انخفاض في وضوح الصوت المسموع بمرور الوقت، حتى عندما لا تتغير الشدة الفعلية للضوضاء. يحدث هذا بسبب استنفاد العملية النشطة.

#### العملية النشطة
تُعرف العملية النشطة أيضًا باسم مضخم القوقعة. يزيد هذا التضخيم اهتزازات الغشاء القاعدي من خلال الطاقة التي يحصل عليها من عضو كورتي. مع زيادة التحفيز، يُفترض أن إزاحة الغشاء القاعدي -التي تسببها الموجة المتنقلة- تصبح باستمرار قاعدية أكثر فيما يتعلق بالقوقعة. يمكن أن يتسبب التحفيز منخفض المستوى المستمر في استنفاد الطاقة للنظام النشط والذي بدوره يمنع النظام السلبي من التنشيط.